# Herbita domingaria
Herbita domingaria là một loài bướm đêm trong họ Geometridae.